# 波力発電

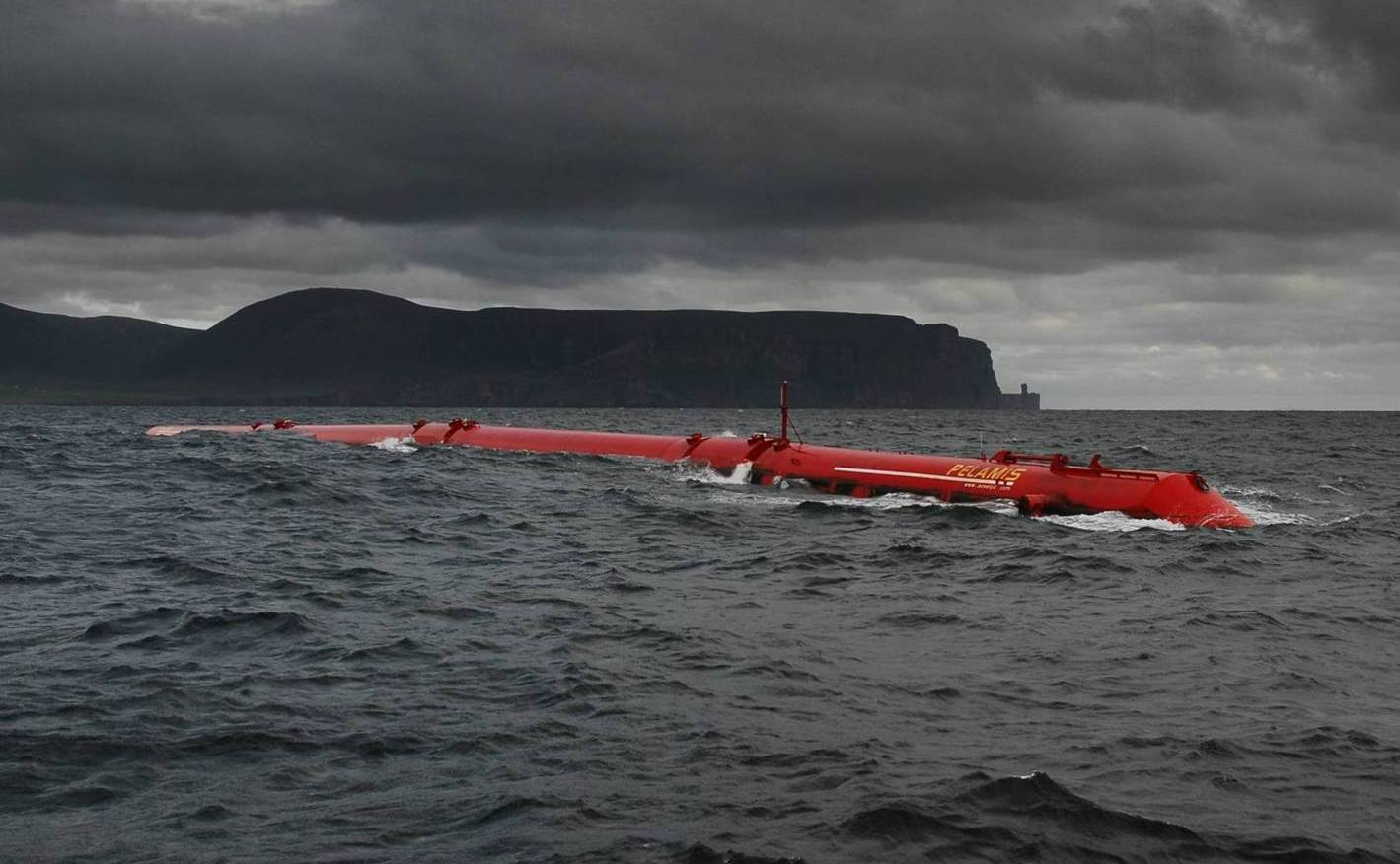
波力発電

波力発電（はりょくはつでん）は、波のエネルギーを利用して発電する発電方法で、海流を利用したもの、波の上下振動を利用したもの、ジャイロ式のものなどがあり、設置場所により海上もしくは海中に設置する浮体式と、海岸などに設置する固定式に分けられる。

## 波力エネルギーの特徴
- 面積あたりのエネルギーは、太陽光の2～3倍、風力の0.5~0.6倍である。
- 設置場所、発電機器タイプは自然環境、気象により変動がある。
- 風力などと比べ波の状況は予測しやすく、発電量の見通しが付けやすいといわれている。

## 方式
次の8種類に大別される。
- 減衰式
- 点吸収式
- 振り子式
- 振動水柱式
- 越波式
- 没水圧力差式
- 波動膨らみ式
- ジャイロ式

振動水柱型空気タービン方式没水部の一部が開放された空気室を水中に設置し、ここから入射した波で空気室内の水面が上下し、上部の空気口に設置した空気タービンが往復空気流で回転する。空気タービンには、往復空気流中で同一方向に回転するウェルズタービンが使用される。
ジャイロ方式波の上下動をジャイロにより回転運動に変換する。従来のタービン方式と比較して2倍以上の効率が期待できる。
振り子方式海面下の渦定常波を利用して、設置された振り子を利用して油圧ポンプを駆動し、それを油圧タービンモータで回転運動に変換し、発電機を駆動・発電するもの。この方法は、海面の波が荒くても、安定した波動を得る事が可能である。
可動物体型可動物体型波力発電では、タービンを用いずに波エネルギーを振り子の運動エネルギーに変換し、油圧モーターを回転させて発電する。
振動水柱型振動水柱型波力発電は、おもに航路用のブイなどの電源として利用されている。事実上、唯一の広く実用されている波力発電技術。この方式では、波のエネルギーを利用して空気を動かし、この空気でタービンを回して発電する。

## コスト
波力発電の最大の問題はコストである。
1987年、文部科学省の海洋科学技術センターが、国際エネルギー機関（IEA）の協同研究として、米国、英国、アイルランド、ノルウェー、スウェーデンの参加を得て、浮体式波力発電装置「海明」（設備定格1,000kW）の研究開発を行った。この時の発電コストは18.4円/kWhであり、到底事業性は無かった。
その後も太陽光発電や風力発電が着々と低コスト化を進める中足踏み状態が続き2017年の英国の研究でも商業化実現は遠いと結論付けられた。
Wave Energy Technology社は0.1～0.5円/kWhとしており、ほかの再エネや火力発電などにも優位性を持たないとされ、2017年に1⁄10のスケールモデルで実証試験を行ったが、まだ実用には至っていない。

## 事例
- 1911年、廣井勇により空気タービン式の実験が行われた[9][10]。だがその実験は失敗した。
- 1964年航路標識ブイ用の電源として発電に成功、だが実用化までには至らなかった[11]。全世界で、波力発電の実用化をしようとした研究者が大勢いたが、その時はまだ成功した研究者はいなかった。
- 2016年10月に新たな波力発電所を立てようとし、模型を作り、実験をした。だが久慈波力発電所（岩手県久慈市）、という名前もついて国内初の本格的な実用施設になると考えられ、新聞にも報道されていたが実用化はされなかった。
- 山形県の酒田港北防波堤や千葉県山武郡九十九里町片貝で定置式波力発電の試験が行われた。山形県鶴岡市由良の沖合で海明による沖合浮体式波力発電の試験が行われた。また、北海道では、室蘭工業大学と日立造船の合同で研究が進められ、室蘭港及び焼尻島沿岸には、振り子式の定置型波力発電実験装置が設置された。なお、これらにより得られた研究データを元に、増毛町に実用試験機が設置されたが、その後実験期間が過ぎたので終了となった。[12][13][14]。
- マイティホエールが1998年7月から2002年3月まで三重県南勢町（現・南伊勢町）の五ヶ所湾沖合に係留設置され、(独)海洋研究開発機構(旧名：海洋科学技術センター)によって実海域実験が行われた。だが、三重県南勢町(現・南伊勢町)は波が少なかったので実験は中断された。
- 2008年9月よりポルトガルにおいて英国製の発電機3機を用いて世界で初めて2.25MW(約1500世帯分の電力に相当)の規模で営業運転を開始し、将来的にはさらに25機の発電機を追加し21MWまで拡大する計画であったが11月に発電機全機が補修のため引き上げられ2009年5月には金融危機による経済環境の変化もあり計画全体が無期限停止された。
- 三井造船は、出光興産、日本風力開発と共同で太平洋沿岸に国内初の波力発電所を建設し、2012年をめどに稼働させる計画を明らかにした[15]。東京都も協力する予定。すでに、試験海域の調査などを始めており、候補地の選定後、2011年には実証実験に着手、2012年にも出力20,000kW程度の発電所を洋上で稼働させる方針。事業化に向け、2011年から出力1,000～2,000kWレベルの実証実験を開始する。発電所の建設地は、陸上から約10km沖、水深が50～200mの洋上を予定。実証設備の建設には、10億円程度かかるとしている。その後、2015年まで実証試験を延長。事業化は2016年以降の目標としている。
- 2013年、環境省の推進する地域共創・セクター横断型カーボンニュートラル技術開発・実証事業として、三井造船等により小型で高効率な波力発電システムに関わる技術開発・実証事業が行われた。主に海岸への設置を主眼とした固定式の開発を行い、発電が行われるなど一定の成果を挙げた[16]。その後2016年からは事業が継続され、沿岸域における次世代型波力発電システムの技術開発・実証事業として大洗港での実証実験など、実用に向けた開発が行われた。しかし、依然としてコスト面での課題があるとされている[17]。